# A Fuga das Galinhas
Chicken Run (bra/prt: A Fuga das Galinhas) é um filme de comédia feito com animação em stop motion de 2000 produzido pelo estúdio britânico Aardman Animations (sendo o primeiro longa metragem do estúdio) em parceria com o estúdio americano DreamWorks Animation. Foi dirigido por Peter Lord e Nick Park a partir de um roteiro de Karey Kirkpatrick e de uma história de Lord e Park. O filme conta com as vozes de Julia Sawalha, Mel Gibson, Tony Haygarth, Miranda Richardson, Phil Daniels, Lynn Ferguson, Timothy Spall, Imelda Staunton e Benjamin Whitrow. A trama se concentra em um bando de galinhas que conhece um galo chamado Rocky como sua única esperança de escapar de uma fazenda quando seus proprietários se preparam para usá-las como ingredientes para tortas de frango.
A Fuga das Galinhas arrecadou mais de US$ 224 milhões, tornando-se o filme de animação em stop motion com maior bilheteria da história. Uma sequência intitulada 
A Fuga das Galinhas : A Ameaça dos Nuggets foi lançada na Netflix, em 15 de dezembro de 2023

## Enredo
O filme conta a história de uma granja no interior da Inglaterra, onde as galinhas são obrigadas pelos proprietários a colocarem uma certa quantidade de ovos a cada 3 dias, caso contrário, são degoladas. Uma das galinhas, Ginger, que está indignada com o aprisionamento e a situação a qual as galinhas são submetidas, decide liderar uma fuga da granja que liberte todas as galinhas. Após inúmeras tentativas de fuga falhas, Ginger está perdendo as esperanças. Nisso, um galo de circo voador, Rocky, aparece voando no céu e cai acidentalmente na granja, quebrando uma asa e trazendo consigo um cartaz rasgado que mostrava ele voando. O barulho chama a atenção de Mr. Tweedy, que acredita que as galinhas estão conspirando contra eles, fazendo Ginger escondê-lo em um dos galinheiros. Ao acordar de um desmaio, Rocky é perguntado sobre o seu voo, e ele mente, dizendo ser um galo que viaja pelas estradas e se autointitulando como “Aventureiro Solitário”. Um tempo depois, o proprietário do circo de Rocky aparece na granja procurando por ele, para não ser pego e levado de volta, Rocky faz a Ginger a promessa de ensinar as todas as galinhas a voar para fugirem de seu aprisionamento, e em troca, ele continuaria escondido. Mrs. Tweedy, a proprietária da fazenda, percebe que a venda de ovos está gerando lucros minúsculos, e decide comprar uma máquina automatizada para vender tortas de galinha. No dia seguinte, Rocky tenta ensinar as galinhas a voar, causando alguns acidentes e não gerando progresso. Depois, Ginger tem uma conversa com Mac, que relata não ser possível o voo de Rocky, visto que galináceos não foram feitos para voar, mas Ginger jura que era verdadeiro. Nesse momento, um caminhão aparece na granja carregando inúmeras engrenagens e cargas pesadas, causando preocupação em Ginger, que sabe que o que está naquelas caixas é para o mal das galinhas. No dia seguinte, as galinhas são convocadas para a contagem de ovos a cada 3 dias, deixando Babs desesperada, pois ela não havia botado nenhum ovo. No entanto, Mrs. Tweedy não a leva para a degola, afirmando para Mr. Tweedy dobrar a ração das galinhas, pois ela queria todas gordas como Babs. Ginger alerta as galinhas, percebendo que elas estão sendo engordadas apenas para serem mortas. À noite, as galinhas organizam uma festa no galinheiro, e Ginger vê que a asa de Rocky está completamente curada e ele poderá demonstrar o seu voo no dia seguinte. Contudo, Ginger é capturada por Mr. Tweedy para testar a nova máquina de fazer tortas, e Rocky se arrisca para resgatá-la, comprometendo o funcionamento da máquina e permitindo que os dois escapem. De manhã, o ânimo toma conta da turma para ver Rocky voar, mas ele havia fugido antes do amanhecer, deixando a outra parte rasgada do cartaz que revelava que ele não voava por si só, mas era lançado por um canhão. A revolta toma conta das galinhas, que brigam entre si, mas Ginger vê uma nova esperança na menção de Fowler a qual ele voava sobre caças. A corrida contra o tempo para que elas construam um caça antes que Mr. Tweedy conserte a máquina é intensa, e todas as galinhas trabalham arduamente. De noite, Mr. Tweedy acaba consertando a máquina primeiro, e a Mrs. Tweedy ordena que todas as galinhas sejam levadas para a produção de tortas. No galinheiro, Mr. Tweedy flagra o esquema das galinhas, que o atacam e conseguem amarrá-lo. O sentimento de revolta e companheirismo motiva as galinhas ainda mais e elas conseguem terminar a construção do avião. No momento de decolagem, Mr. Tweedy conseguiu se levantar e acaba derrubando a rampa, mas é atordoado pela cauda do avião. Ginger desce para levantar a rampa e é derrubada por Mrs. Tweedy, mas é salva por Rocky, que se solidarizou com as galinhas e decidiu voltar para ajudá-las. Os dois levantam a rampa e o avião sobe, mas um pisca-pisca havia ficado preso no avião e Mrs. Tweedy consegue ficar pendurada, começando a escalar pelo fio. Ginger decide se pendurar no fio para cortá-lo com uma tesoura, enquanto Rocky tenta derrubar Mrs. Tweedy com os ovos. Todavia, a munição de ovos acaba e a tesoura de Ginger cai, deixando-a na mira do machado de Tweedy. Felizmente, Ginger desvia do golpe, cortando o fio e derrubando a mulher, que cai dentro da máquina de tortas e a alta pressão dentro dela ocasiona uma explosão no celeiro. As galinhas conseguem escapar e passam a viver uma vida feliz em uma aldeia construída por elas num santuário, localizado em uma ilha.

## Elenco
- Mel Gibson como Rocky[7]
- Julia Sawalha como Ginger[7]
- Miranda Richardson como Sra. Tweedy[7]
- Tony Haygarth como Sr. Tweedy[7]
- Jane Horrocks como Babs[7]
- Imelda Staunton como Bunty[7]
- Benjamin Whitrow como Fowler[7]
- Lynn Ferguson como Mac[7]
- Timothy Spall como Nick[7]
- Phil Daniels como Fetcher[7]
- John Sharian como Circense[7]

## Lançamento

### Desempenho comercial
No seu fim de semana de estreia nos Estados Unidos, o filme arrecadou US$ 17.506.162 por uma média de US$ 7.027 em 2.491 cinemas. No geral, o filme ficou em segundo lugar atrás de Me, Myself & Irene. Em seu segundo final de semana, o filme se manteve bem, pois caiu apenas 25%, acumulando US$ 13.192.897 por uma média de US$ 4.627 por sala, passando a ficar disponível em 2.851 cinemas e terminando em quarto lugar. O lançamento mais amplo do filme foi de 2.953 cinemas, depois de arrecadar US$ 106.834.564 no mercado norte-americano, com US$ 118.040.396 adicionais no exterior, totalizando um total mundial de US$ 224.870.960. Produzido com um orçamento de US$ 45 milhões, o filme foi um enorme sucesso de bilheteria. Até o momento, é o filme de animação em stop motion com maior bilheteria da história.

### Recepção da crítica
A Fuga das Galinhas foi amplamente aclamado por parte da crítica especializada. Alcançou uma pontuação de 88/100 no Metacritic, em base de 34 avaliações profissionais; no Rotten Tomatoes, o filme possui 97% de avaliação positiva com base em 171 resenhas.
Roger Ebert, do Chicago Sun-Times, deu três estrelas e meia em quatro, para o filme, escrevendo que "parece e soa como nenhum outro, igual a Babe, só que diferente deste, Chicken é um filme que usa animais como substitutos para nossas esperanças e medos, e quando as galinhas passam por uma tentativa fracassada de fuga atrás da outra, o charme do filme só cresce para nós".